# Fortune 500
Fortune 500 – coroczny ranking 500 największych amerykańskich przedsiębiorstw, klasyfikowanych według przychodów brutto, po poprawkach dokonywanych przez magazyn Fortune wyłączających wpływ podatków akcyzowych nakładanych na przedsiębiorstwa.
Lista jest tworzona i publikowana przez amerykański magazyn gospodarczy Fortune. Obejmuje ona przedsiębiorstwa publiczne i prywatne, co do których informacja o przychodach jest dostępna publicznie. Pierwsza lista Fortune 500 została opublikowana w 1955 roku.
Choć lista Fortune 500 jest najbardziej znana, istnieją również podobne rankingi, jak Fortune 100 (obejmujący 100 największych amerykańskich przedsiębiorstw) czy szerszy Fortune 1000 (obejmujący 1000 największych amerykańskich przedsiębiorstw). Podczas gdy samo występowanie poszczególnych przedsiębiorstw na mniejszych z list jest dość stabilne, ich kolejność w rankingu ulega z czasem zmianom w zależności od przychodów, a często także z powodu fuzji przedsiębiorstw już znajdujących się na liście.

## Historia
Pomysłodawcą stworzenia listy Fortune 500 był Edgar P. Smith, redaktor magazynu Fortune.
Pierwotnie ranking Fortune 500 był ograniczony do przedsiębiorstw, których przychody pochodziły z produkcji, górnictwa lub wydobycia źródeł energii. W tym samym czasie Fortune opublikował listę Fortune 50, obejmującą 50 największych banków komercyjnych (klasyfikowanych według kapitału), przedsiębiorstw użyteczności publicznej (klasyfikowanych według kapitału), przedsiębiorstw handlu detalicznego (klasyfikowanych według przychodów brutto) oraz przedsiębiorstw transportowych (klasyfikowanych według przychodów). Magazyn Fortune zmienił tę metodologię w roku 1994, dołączając do listy przedsiębiorstwa usługowe. Wraz z tą zmianą do listy Fortune 500 dołączyło 291 nowych przedsiębiorstw, w tym 3 trafiły do pierwszej dziesiątki.
W roku 1955 listę otwierało przedsiębiorstwo General Motors z przychodem 9823,5 mln i zyskiem 806 mln dolarów. General Motors utrzymało się na liście Fortune w roku 2005, zajmując 3. miejsce z przychodem 193 517 mln i zyskiem 2805 mln dolarów.
W roku 1972 Katharine Graham została pierwszą kobietą na stanowisku dyrektora generalnego przedsiębiorstwa znajdującego się na liście Fortune 500 jako dyrektor generalny The Washington Post Company, a dyrektor generalny Apple Inc. Tim Cook został pierwszym homoseksualistą na stanowisku dyrektora generalnego przedsiębiorstwa z listy Fortune 500, otwarcie przyznając się do bycia gejem w roku 2014.